# Moravany (Brno-vidéki járás)
Moravany község Csehországban, Brno-vidéki járásban. Moravany Brno, Želešice, Modřice, Ostopovice, Ořechov és Nebovidy településekkel határos. Lakosainak száma 3497 fő (2024. január 1.).

## Népesség
A település lakosságának változását az alábbi diagram mutatja:
| Lakosok száma | 468  | 561  | 600  | 795  | 1068 | 1208 | 2741 | 3070 | 3382 | 3497 |
|               | 1869 | 1890 | 1921 | 1950 | 1980 | 2001 | 2017 | 2019 | 2022 | 2024 |